# بارك إتش ديفيس
بارك إتش ديفيس (بالإنجليزية: Parke H. Davis) هو محامي أمريكي، ولد في 16 يوليو 1871 في جيمستاون في الولايات المتحدة، وتوفي في 5 يونيو 1934 في إيستون (بنسيلفانيا) في الولايات المتحدة.